# Насос

Схема ручної водяної помпи

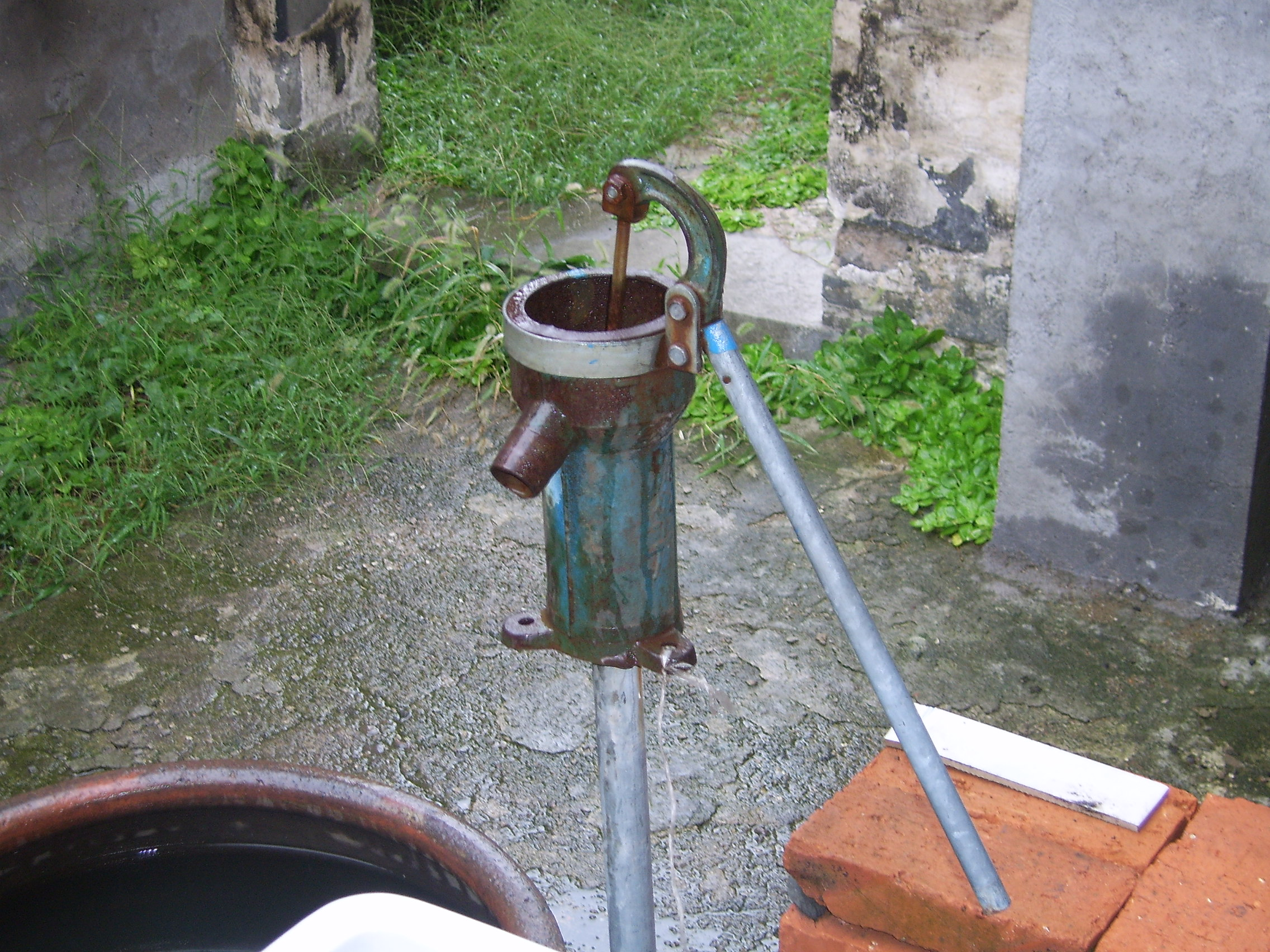
Водяна помпа, Китай

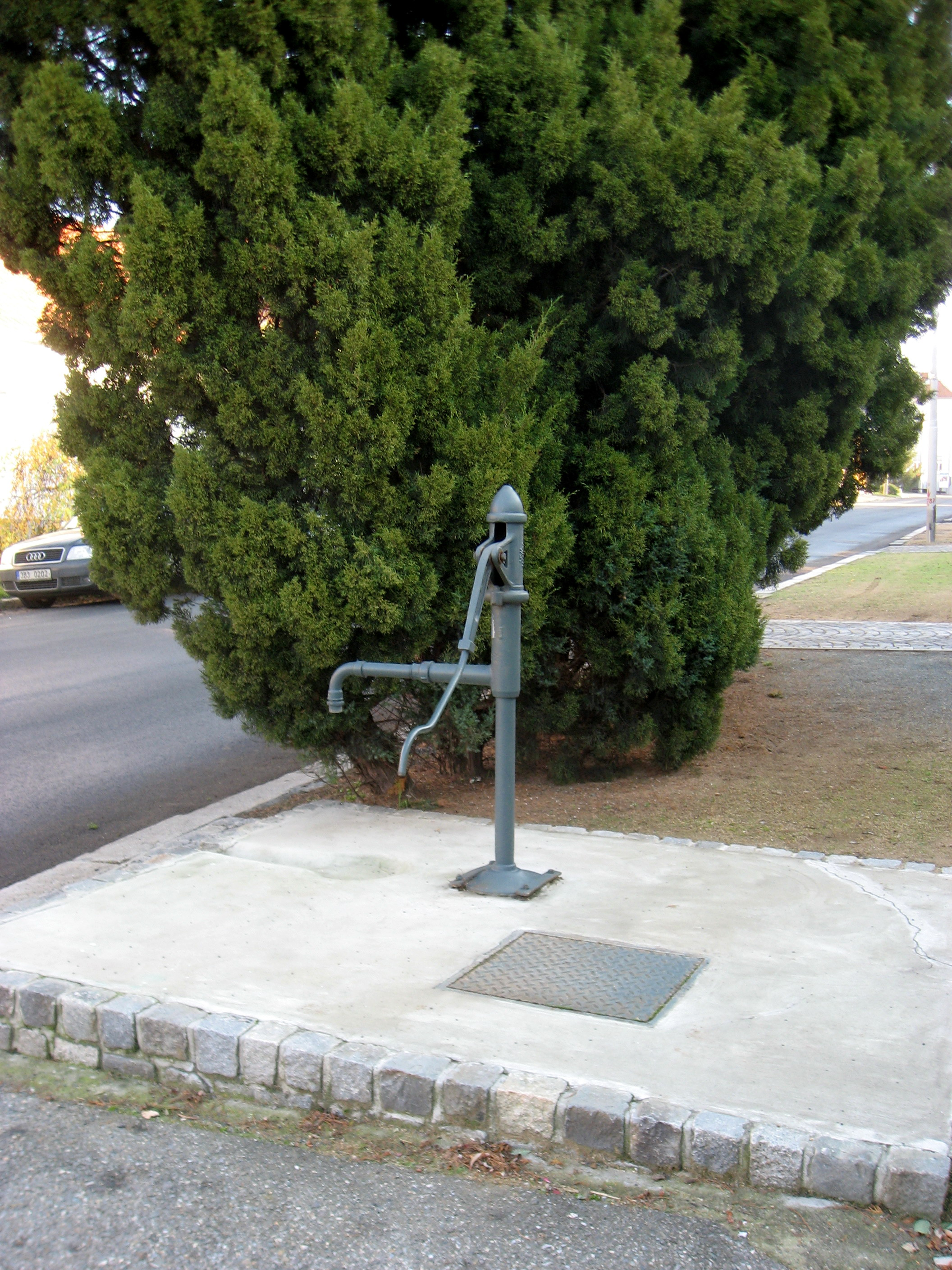
Водяна помпа (колонка), Чехія

Насо́с, по́мпа, заст. смок — механізм для накачування або викачування рідин, газів. Гідравлічна машина, що перетворює механічну енергію приводного двигуна або мускульну енергію (у ручних насосах) в енергію потоку рідини, що служить для переміщення та створення напору рідин всіх видів, механічної суміші рідини з твердими і колоїдними речовинами або зріджених газів. Використовують у сільськогосподарській діяльності, будівництві, транспорті, промисловості тощо. Робота помпи характеризується його подачею, напором, потужністю, коефіцієнтом корисної дії та частотою обертання.
Деякі спеціалізовані насоси називають помпами (від фр. pompe): пожежна помпа, водолазна помпа, трюмна помпа, пивна помпа. На думку деяких авторів, насос — радянський термін.

## Історія
Винахід поршневого насоса приписується Ктесібію Александрійському, що жив у III ст. до н. е. Робота над гідравлічним органом привела його до ідеї поршня, що міг бути використаний у різноманітних гідравлічних машинах, зокрема, насосах. Насосні системи описані Філоном Візантійським, якого вважають наступником Ктесібія, Вітрувієм (machina Ctesibica) і Героном Александрійським. У греків цей винахід не отримав поширення, але впроваджений у широкий ужиток римлянами (викачування води з виробок). Від тих часів збереглися два екземпляри насоса: один з копальні Сотіель Коронада в Каланьясі, Іспанія, другий — в Больсені, Італія. Дослідник Шелдон Шапіро в присвяченій питанню походження всмоктувального насоса статті Technology and Culture заявляє, що першим свідченням про нього є малюнок, опублікований італійським інженером Маріано Якопо Таккола в 1433 році. Ще більше малюнків цього типу насосів датуються 1475-80 роками, але він зазначає, що перше практичне використання насоса було в німецькій гірничій промисловості до 1527 року.

## Класифікація насосів

### За принципом роботи
Усі насоси за принципом роботи можна розділити на два типи: динамічні та об'ємні.
Динамічні насоси  — це насоси, в яких рідина під впливом гідродинамічних сил переміщується в камері, що постійно сполучена з вхідним і вихідним патрубками насоса.
Динамічні насоси, зі свого боку, поділяються на лопатеві насоси, насоси тертя та насоси інерційного типу. Найбільшого поширення набули лопатеві насоси.
Лопатеві насоси  — це ті насоси, в яких рідина переміщається за рахунок енергії, що передається їй при обтіканні лопатей робочого колеса. Лопатеві насоси поділяються на два види: відцентрові та осьові. У відцентрових насосах рідина переміщається крізь робоче колесо, від центру до країв, а в осьових — крізь робоче колесо в напрямку його осі.
У насосах тертя рідина переміщається за рахунок сил тертя. До насосів цього типу відносяться: вихрові, дискові, черв'ячні та гідроструменеві.
Робота інерційних насосів базується на збудженні в рідині коливань, що сприяють її руху. Конструкція всіх вібраційних насосів є однотипною. Насос складається з електромагніту, вібратора, поміщених в корпус.
Об'ємні насоси  — це насоси, в яких рідина переміщається за рахунок періодичної зміни об'єму робочої камери, що поперемінно сполучається з вхідним і вихідним патрубками насоса. До них належать поршневі, пластинчасті, мембранні, гвинтові, шестерінчасті, перистальтичні.
- Насос відцентровий секційний
- Насос відцентровий‎
- Насос вихровий‎
- Насос вставний
- Насос гвинтовий‎
- Насос діафрагмовий‎
- Насос діафрагмово-поршневий
- Вакуум-насос
- Насос тертя
- Насос дисковий‎
- Насос-мотор
- Насос лопатевий
- Насос об'ємний
- Насос осьовий
- Насос пластинчастий
- Насос плунжерний
- Насос поршневий‎
- Насос радіально-поршневий
- Насос роторний
- Насос струминний‎
- Насос шестирінчастий
- Насос шиберний
- Насос шланговий

### За призначенням
Залежно від призначення, насоси підрозділяють на:
- Велосипедний насос
- Повітряний насос — насос для перекачування повітря.
- Пожежний насос — для гасіння пожеж.
- Ножний насос-«жабка» — для накачування гумових човнів.
- Ручний водяний насос
- Насос-живильник
- Насос заглибний
- Буровий насос
- Гідронасос — насос для систем гідравлічного привода.
- Дозувальний насос
- Насос вугільний — насос для перекачування водовугільної хімічно нейтральної суміші.
- Насос штанговий
- Дозувальний насос
- Ґрунтовий насос
- Насос магістральний
- Свердловинний насос
- Трюмний насос — насос для викачування води з трюмов плавзасобів.
- Насос шламовий
- Нафтовий насос
- Живильний насос — насос, який служить для подавання води під тиском у паровий котел[7].

## Застосування

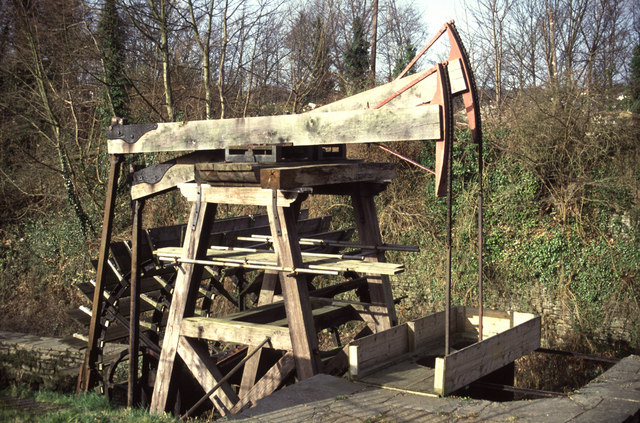
Водяний насос з приводом від водяного колеса. Вітчерч, Кардіфф, Уельс

Насоси, широко застосовуються в усіх без винятку галузях економіки в системах водо- і теплопостачання, водовідливу, переміщення гідросумішей твердих сипких матеріалів (в тому числі, вугілля, породи та відходів збагачення), нафти та нафтопродуктів (гасу, авіаційного палива, бензину, тощо).
Застосовується, наприклад, для накачування газу у шини, підняття води з поверхневих горизонтів (гідрант); перекачування нечистот, рідин і навіть плазми.

## Технічні характеристики

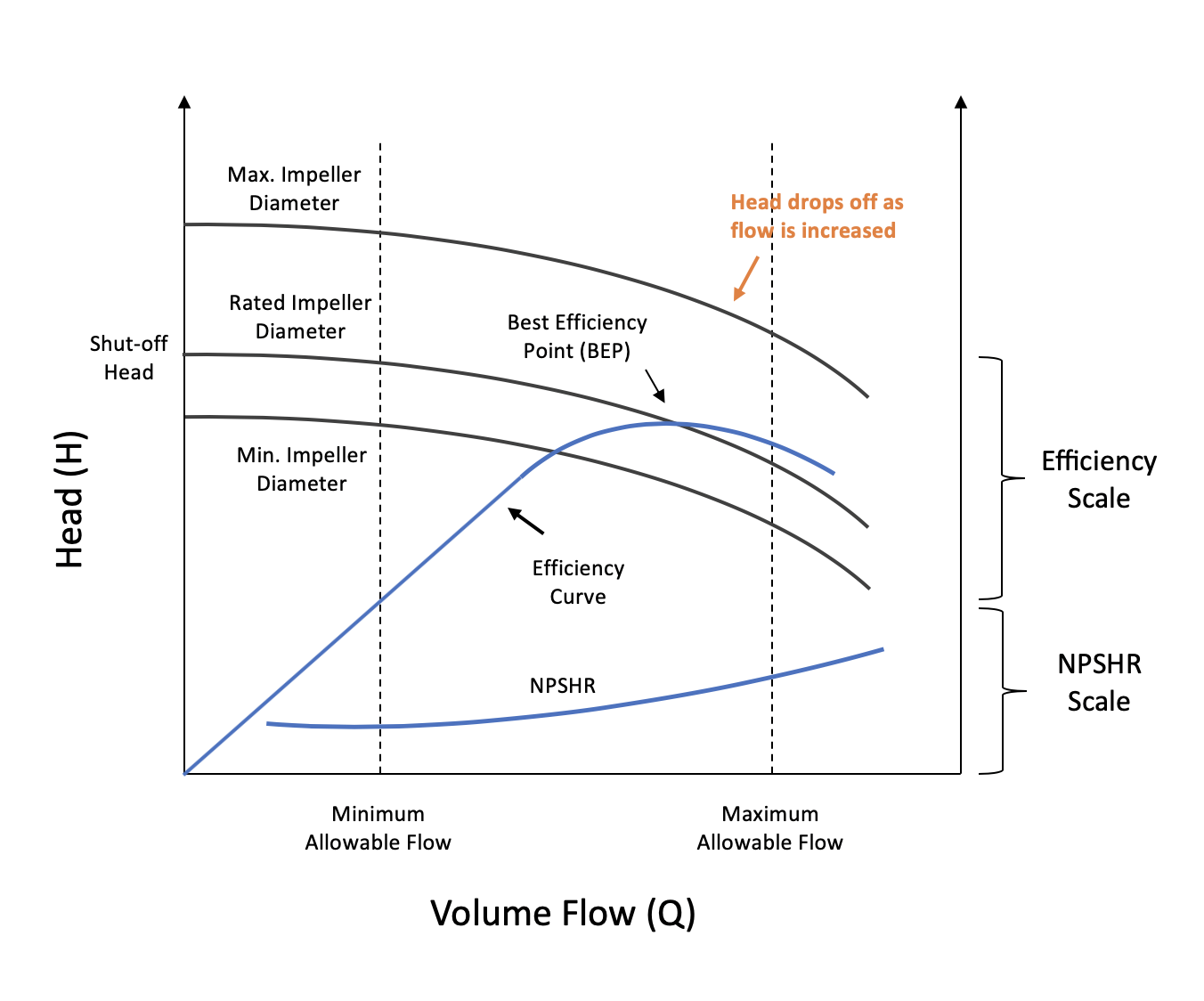
Характеристична крива насоса; вироблений напір зменшується разом із випуском насоса.

### Характеристика насоса
Характеристика насоса — це залежність потрібного напору H, від подачі Qн рідини, H(Qн).

### Потужність насоса
Потужність насоса (англ. pump horsepower, pump power, нім. Pumpenleistung f) — енергія, яка підводиться до насоса від двигуна за одиницю часу.

### Напір насоса
Напір насоса — різниця повних питомих енергій середовища, яке перекачують, при виході з насоса та на вході в насос. У технічній літературі, можуть використовуватися поняття масовий, ваговий та об'ємний напір. У гідравлічних розрахунках ГТС під загальним поняттям «напір», розуміють ваговий напір, який вимірюють у метрах.

## Коефіцієнт корисної дії насоса

Коефіцієнт корисної дії (к.к.д.) насоса — відношення корисної потужності насоса Pі до потужності Р, споживаної ним у розглядуваній робочій точці, η = Pі / P.

## Схеми роботи насосів
- Паралельна робота відцентрових насосів (рос. параллельная работа центробежных насосов, англ. parallel operation of centrifugal pumps, нім. Parallelbetrieb m der Zentrifugalpumpen) — сумісна робота кількох насосів на один загальний або кілька зв'язаних між собою, напірних трубопроводів. Для побудови спільної характеристики двох однакових насосів, треба подвоїти абсциси одного насоса за однакових ординат (напорів). Продуктивність кожного насоса, які вибирають для паралельної роботи, має дорівнювати половині розрахункової витрати, а напір відповідати повній витраті. При зупинці одного насоса продуктивність другого та споживана потужність збільшуються. Найефективнішою, паралельна робота буде за пологої характеристики трубопроводу та плавному зниженні характеристики насоса. Аналогічним чином відбувається паралельна робота трьох однакових насосів.
- Послідовна робота відцентрових насосів (рос. последовательная работа центробежных насосов, англ. series operation of centrifugal pumps, нім. Folgebetrieb m der Zentrifugalpumpen) — здійснюється подачею води одним насосом у всмоктувальний патрубок другого за потреби збільшити напір, зберігаючи витрату сталою (або майже сталою).

## Виробники насосів в Україні
Найвідомішими в Україні центрами насособудування, є такі спеціалізовані насосні заводи:
- ТОВ «Торговий дім „Південгідромаш“» (м. Бердянськ Запорізької обл.),
- ВАТ «Торговий дім „Насосенергомаш“» (м. Суми), СМПО (м. Суми),
- Свеський насосний завод (м. Свеса Сумської обл.).